# 迪爾溫 (堪薩斯州)
迪爾溫（英語：Dillwyn）是位於美國堪薩斯州斯塔福德縣的一個非建制地區。

## 地理
迪爾溫所處的海拔為高於海平面604米（即1982英呎），而該地所採用的時區為UTC-6，即北美中部時區（CST）。同時該地設有夏令時間，為UTC-6調快一小時，即UTC-5（CDT）。